# Joaquín Escrivá de Romaní y Fernández de Córdoba
Joaquín Escrivá de Romaní y Fernández de Córdoba (Madrid, 3 de junio de 1858-San Feliú de Llobregat, 14 de septiembre de 1897) fue un abogado, ingeniero agrónomo y político español.

## Familia y títulos
Era hijo de José María Escrivá de Romaní y Dusay (Barcelona, 26 de junio de 1825-Barcelona, 6 de marzo de 1890), III marqués de Monistrol de Noya, II marqués de San Dionís y XIV barón de Beniparrell y de Prullens, y de su segunda esposa María de la Soledad Antonia Fernández de Córdoba y Bernaldo de Quirós (Madrid, 26 de septiembre de 1833-8 de abril de 1905), con quien casó el 20 de julio de 1857, XV condesa de Sástago, VII condesa de Glimes de Brabante, VII marquesa de Aguilar de Ebro, VII marquesa de Peñalba, XIV marquesa de Espinardo, condesa del Sacro Romano Imperio y dama de la Real Orden de las Damas Nobles de la Reina María Luisa.
A la muerte de su padre en 1890, heredó sus títulos y fue IV marqués de Monistrol de Noya, III marqués de San Dionís y XV barón de Beniparrell,, así como VIII marqués de Aguilar de Ebro, por cesión de su madre, aunque no heredó sus otros títulos por haber fallecido antes que ella. Fue diputado a Cortes (1884-1895), gentilhombre de cámara, presidente del Instituto Agrícola Catalán de San Isidro (1893-1897).
Se casó, en Barcelona, el 30 de junio de 1883, con María del Pilar de Sentmenat y Patiño Despujol y Osorio (Barcelona, 16 de junio de 1860-Madrid, 1 de diciembre de 1927), I condesa de Alcubierre grande de España, con la que tuvo cinco hijos: María de las Mercedes Escrivá de Romaní y Sentmenat, V marquesa de Campillo de Murcia, Luis Bertrán Escrivá de Romaní y Sentmenat, XVI conde de Sástago y IX marqués de Peñalba (1922-1977), María del Pilar Escrivá de Romaní y Sentmenat, VIII marquesa de Peñalba (1907-1922), Alfonso Escrivá de Romaní y Sentmenat, II conde de Alcubierre grande de España (1927-1978), y María de Lourdes Escrivá de Romaní y Sentmenat, XV marquesa de Espinardo (1897-1985), casada con Pascual Díez de Rivera y Casares.

## Biografía
Estudió Derecho Civil y Derecho Canónico, e Ingeniería Agrónoma en Madrid. Cuando se licenció, visitó varias ciudades de Europa.
Fue miembro del Partido Liberal Conservador, siendo elegido diputado a Cortes por el distrito de Olot en las elecciones generales de 1884, 1886, 1891, y 1893, distinguiéndose siempre por su defensa del proteccionismo económico. Recibió la Gran Cruz de la «Orden de la Estrella Polar» de mano del rey Oscar II de Suecia-Noruega por haberlo acompañado en la Exposición Universal de Barcelona (1888), y fue nombrado oficial de la «Orden del Mérito Agrícola» de Francia.
Entre 1890 y 1892 fue director general de Agricultura, Industria y Comercio, desde donde impulsó la creación de la Cámaras Agrarias y la reorganización del cuerpo de ingenieros. También fue jefe de la Administración civil, presentando una propuesta de ley sobre la inamovilidad de los funcionarios. También en 1890 fue nombrado presidente de la Sociedad Catalana de Horticultura, y ejerció como secretario de la comisión permanente en Madrid del Instituto Agrícola Catalán de San Isidro. Fue miembro de la Academia de Jurisprudencia y Legislación de Cataluña, donde pronunció discursos en defensa del derecho civil catalán. También fue concejal del Ayuntamiento de Madrid y consejero del Monte de Piedad de Madrid. Fundó el Círculo de San Isidro para la protección de los obreros, en 1894. Falleció en su finca Torre Blanca, en San Feliú de Llobregat, provincia de Barcelona.